# 세나 준
세나 준(瀬奈じゅん, 본명 센다 아사코(千田 麻子), 1974년 4월 1일~)는 다카라즈카 가극단 츠키구미 주연남역 출신 일본의 배우이다.
출신지는 도쿄도 스기나미구, 공칭신장 168cm, 혈액형 AB형, 애칭은 「아사코」, 혼전성은 「도이(土井)」. 현재 도호 예능 엔터테인먼트 사업부 소속이다.

## 약력
- 3세 때부터 클레식 발레를 시작했다.
- 발레에 전념하던 중학생 때 키가 너무 자라다가 소속 교실의 다카라즈카 수험 클래스에 학원 측의 반대를 무릅쓰고 등록, 1990년에 다카라즈카 음악 학교에 입학을 한다. 동기생 배우로는 오오조라 유히(전 소라구미 주연남역(2009-2012)), 타카시로 케이(전 소라구미 주연남역(2006 - 2007)), 단 레이(전 츠키구미, 호시구미 주연여역). 1년 선배인 전 하나구미 주연남역 하루노 스미레와는 매우 친밀한 사이이다.
- 1992년, 다카라즈카 가극단에 입단했다. 제 78기생. 입단성적은 16등.
- 1993년, 하나구미에 배속된다. 배속 후에는 댄서로서 두각을 나타냈다.
- 1998년, 『SPEAKEASY』로 신인 공연의 첫 주연을 맡았다.
- 2001년, 『마농』에서 바우홀 공연 첫 주연을 맡았고, 하나구미 3번수 남역이 되었다.
- 2002년, 닛세이 극장 공연 『바람과 함께 사라지다』에서 스칼렛 오하라 역을 맡아 첫 여역을 연기했다. 한편 타쿠미 히비키의 퇴단 후, 차기 주연남역 하루노 스미레에 이어 2번수 남역이 되었다. 그해 하나구미의 공연 『엘리자베트-사랑과 죽음의 론도-』에서 루이지 루케니 역을 맡았다.
- 2004년, 가을 츠키구미 생도들과 함께 첫 콘서트 "SENA!"를 도쿄·오사카·나고야에서 개최했다. 12월 16일 차기 츠키구미 주연남역으로 내정되어 12월 17일 조를 옮긴다.
- 2005년, 당시 츠키구미 주연남역 아야키 나오의 탈퇴 공연인 『엘리자베트-사랑과 죽음의 론도-』에서 히로인 엘리자베트 황후 역을 맡았다. 그 해, 아야키 나오의 퇴단 후 츠키구미 톱스타에 취임했다. 상대 주연여역으로 아야노 카나미를 맞이했다. 7월에 우메다 예술극장에서 『Ernest in Love』을 공연후 10월에 『JAZZY한 요정들』로 다카라즈카 대극장에서 피로 공연을 했다.
- 2008년, 뮤지컬『ME AND MY GIRL』의 빌 역을 맡았다. 이 공연의 도쿄극장 흥행 최종일을 끝으로 상대역의 아야노가 퇴단하여 이후 본인이 퇴단하는 2009년까지 약 1년 반을 홀로 재임한다.
- 2009년, 『엘리자베트-사랑과 죽음의 론도-』에서 토토(죽음) 역을 연기했다. 토토, 엘리자베트, 루키니의 주요 3역을 재단 중에 모두 맡았다는 유례없는 기록을 세우게 됐다.
- 2009년, 12월 27일 『라스트 플레이/Heat on Beat!』의 도쿄공연 흥행 최종일을 끝으로 퇴단했다. 종연 후의 퍼레이드에서는 8000명의 팬이 운집했다.
- 2010년, 다카라즈카 탈퇴 후 첫 작품으로 토호극단 공연『엘리자베트』의 엘리자베트 역을 같은 극단의 유키구미 주연남역 출신 배우 아사미 히카루와 함께 맡았다.
- 2012년, 토호극단 공연『엘리자베트』의 엘리자베트 역을 하루노 스미레와 함께 맡았다. 제37회 키쿠타 카즈오 연극상, 제3회 이와타니 토키코·장려상을 수상했다.
- 2013년, 2012년 연말에 10살 연하 댄서 센다 신지와 결혼했음을 발표했다.

## 출연 작품

### 영화
- 2024년 4월이 되면 그녀는 - 타카하시 역